# Táncház
Le táncház ([ˈtaːntshaːz]) ou maison de danse est une structure d’enseignement de la danse traditionnelle en Hongrie et dans les régions magyarophones des pays frontaliers. Le mouvement des táncház est initié le 6 mai 1972, date de l'ouverture du premier établissement de ce type à Budapest.

## Présentation
Le mouvement des táncház (táncház mozgalom) est l'un des éléments les plus visibles du renouveau culturel hongrois dans les années 1970. Ce mouvement s'appuie sur les traditions de toutes les régions peuplées par des Hongrois ou des groupes de langue hongroise, notamment en Slovaquie, Transylvanie, Moldavie (Csángós), Voïvodine et à l'est de l'Autriche. Le terme de « táncház » est dérivé d'une tradition d'origine transylvanienne, de pratiques de danse dans les maisons individuelles. 
La tradition des táncház a fait l'objet d'un méthodique travail de reconstruction et de réinvention, à l'instar de mouvements similaires dans le monde celte. Ce processus a été encouragé par de nombreuses recherches académiques sur l'ethnographie et les savoir-faire en danse et musique charriés par le folklore hongrois. À l'origine, le mouvement est essentiellement le fait d'initiatives éparses et ne connaît pas de structuration institutionnelle. Dans les années 1970, ce mouvement prend de l'ampleur, surtout auprès des Magyars d'outre-frontières, qui voient là l'occasion de maintenir leur langue et leurs traditions dans les pays frontaliers du bassin des Carpates. Progressivement, le mouvement des táncház apparaît à la fois comme un mouvement de jeunesse festif, mais aussi comme le socle d'une nouvelle façon de concevoir la « magyarité » comme une preuve de l'unité culturelle de tous les groupes de langue hongroise.
Après 1989, le mouvement tend à s'institutionnaliser. Des écoles et parcours de formation s'ouvrent avec la bénédiction des pouvoirs publics, de façon à promouvoir les méthodes de transmission et d'apprentissage de la musique et de la danse traditionnelles, élaborées depuis le début du mouvement. Cette tradition fait l'objet en 2011 d'une reconnaissance comme patrimoine culturel immatériel de l'humanité.